# 中国女航天员

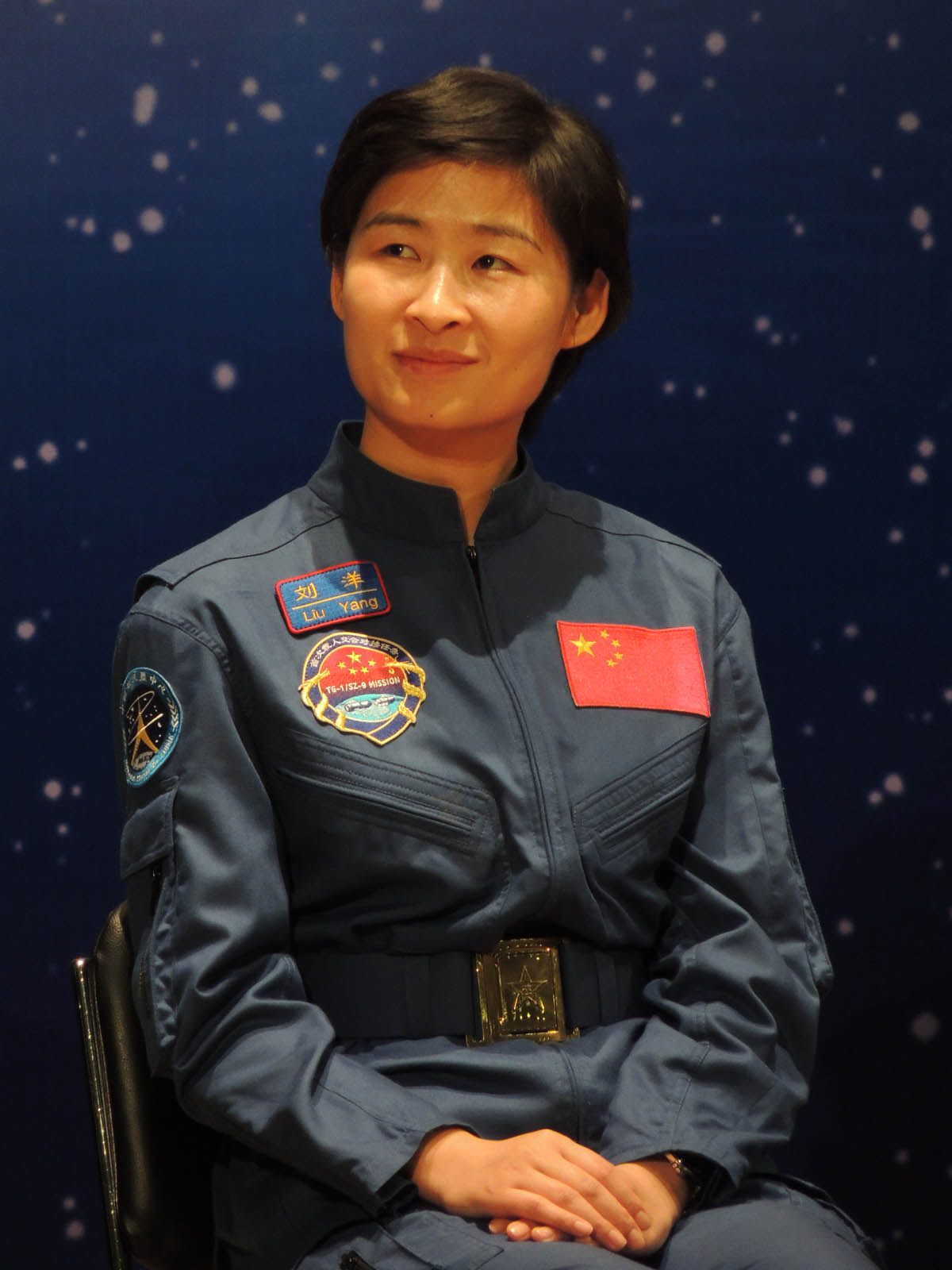
刘洋，第一位进入太空的中国女航天员

2012年，刘洋搭乘神舟九号进入太空，成为首位进入太空的中国女航天员，使中国成为继苏联和美国之后第三个通过本国的航天工程将女性送入太空的国家。截至2024年，中国已有刘洋、王亚平和王浩澤三名曾进入太空的女航天员。

## 历史

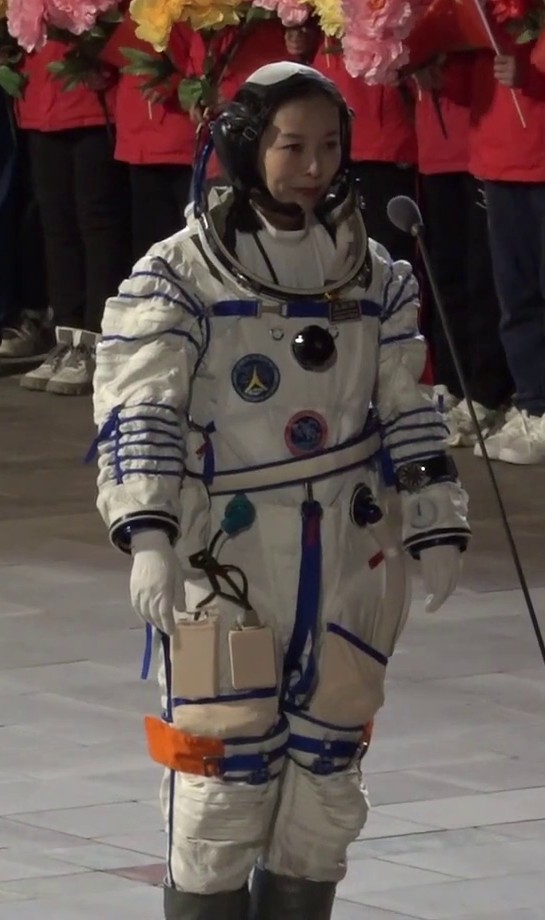
王亚平，第一个进行太空行走的中国女性

2003年10月神舟五号成功试飞后，中国航天部门宣布将要选取一名女性航天员。全国妇联主席顾秀莲在一次集会上表示，在中国首次载人航天后，她建议女性也应接受航天任务培训。 
2009年5月，第二批预备航天员启动选拔，计划选择一些女性。起初对女性的选拔标准包括已婚、无健康问题，优先考虑已育（不过最终入选的刘洋和王亚平二人当时均未生育）。 后来据传放弃了已婚已育两项标准。 
2010年5月，刘洋和王亚平入选第二批预备航天员，两人并非选拔自战斗机飞行员行列，而是资深运输机飞行员。
2012年6月16日，刘洋少校与两名男性航天员一起搭乘神舟九号进入太空，造访天宫一号，成为首位进入太空的中国女航天员，而这一天也是世界上第一位女航天员瓦莲京娜·捷列什科娃乘坐东方六号进入太空49周年纪念日。  
2013年6月16日，第一位女性航天员瓦莲京娜·捷列什科娃乘坐东方六号进入太空50周年之际，两名女性正在太空，其中一位是中国人——第二位中国太空女性王亚平正在执行有3位航天员的天宫一号任务，她乘坐的是神舟十号。与此同时，凯伦·尼伯格（Karen Nyberg ）在参加国际空间站上由6人组成的远征36任务。 神舟十号于2013年6月11日升空。 
2018年5月，中国第三批预备航天员开始选拔，宣布将会选拔女性航天员。2020年9月，选拔结束，1位女航天员入选，个人信息尚未公开。
2021年10月16日，王亚平乘坐神舟十三号升空，成为中国第一位多次进入太空的女性。同年11月7日，王亚平在中国空间站完成了中国女性航天员第一次太空行走。

## 中国太空女航天员列表
| 姓名   | 任务                 | 时间            | 备注 |
| ------ | -------------------- | --------------- | --- |
| 刘洋   | 神舟九号、神舟十四号 | 2012、2022      | 第一位进入太空的中国女性，并首次执行天宫一号空间站任务                                                                             |
| 王亚平 | 神舟十号、神舟十三号 | 2013、2021–2022 | 第二位进入太空的中国女性，第二位进入天宫一号空间站、第一位两次太空旅行的中国女性，第一位进入天宫空间站，第一位在太空行走的中国女性 |
| 王浩泽 | 神舟十九号           | 2024–2025       | 第三位进入太空的中国女性，第一位進入太空的女性滿族航天員                                                                           |

## 记录
更新于2022年12月16日。
| 记录                         | 日期           | 任务       | 姓名   | 备注                   |
| ---------------------------- | -------------- | ---------- | ------ | ---------------------- |
| 第一位进入太空的中国女性     | 2012年6月16日  | 神舟九号   | 刘洋   | [ 15 ]                 |
| 第一位进入轨道的中国女性     | 2012年6月16日  | 神舟九号   | 刘洋   | [ 16 ]                 |
| 第一位登上空间站的中国女性   | 2012年6月18日  | 神舟九号   | 刘洋   | 刘洋登上天宫一号空间站 |
| 第一位进行太空行走的中国女性 | 2021年11月7日  | 神舟十三号 | 王亚平 | [ 18 ]                 |
| 第一位指挥任务的中国女性     | 不适用         | 不适用     | 暂无   |                        |
| 首位执行多项任务的中国女性   | 2021年10月15日 | 神舟十三号 | 王亚平 | [ 18 ]                 |

| 记录                             | 数值                                   | 姓名        | 备注                                    |
| -------------------------------- | -------------------------------------- | ----------- | --------------------------------------- |
| 在太空中最长的时间（单次任务）   | 182天9小时32分（神舟十三号）           | 王亚平      |                                         |
| 在太空中最长的时间（累积）       | 197天1分钟（神舟十号、神舟十三号）     | 王亚平      |                                         |
| 在太空中的最短时间（单次任务）   | 12天15小时25分（神舟九号）             | 刘洋        | 至少 1 个任务（不包括零任务）           |
| 空间最短时间（累计）             | 195天0小时49分（神舟九号、神舟十四号） | 刘洋        | 至少 1 个任务（不包括零任务）           |
| EVA最长时间（单次太空行走）      | 6小时25分钟（神舟十三号）              | 王亚平      |                                         |
| 最长舱外活动停留时间（累计）     | 6小时25分钟（神舟十三号）              | 王亚平      |                                         |
| 最短舱外活动时间（单次太空行走） | 6小时07分钟（神舟十四号）              | 刘洋        | 至少 1 次太空行走（不包括零次太空行走） |
| 最短舱外活动时间（累计）         | 6小时07分钟（神舟十四号）              | 刘洋        | 至少 1 次太空行走（不包括零次太空行走） |
| 最多空间任务                     | 2 个任务                               | 王亚平 刘洋 |                                         |
| 最少空间任务                     | 2 个任务                               | 王亚平 刘洋 | 至少 1 个任务（不包括零任务）           |
| 最多舱外活动                     | 1次                                    | 王亚平 刘洋 |                                         |
| 最少舱外活动                     | 1次                                    | 王亚平 刘洋 | 至少 1 次太空行走（不包括零次太空行走） |

### 引文
1. ↑  . www.gov.cn.   [2023-09-22]. （原始内容存档于2023-06-12）.
2. ↑  . 科技日报 (新华网). 2019-04-23  [2023-09-22]. （原始内容存档于2023-10-03）.
3. ↑  Mark MacKinnon. . Globe and Mail. 2012-06-11  [2022-06-09]. （原始内容存档于2017-02-06）.
4. ↑  . CCTV. 2012-06-16  [2013-06-16]. （原始内容存档于2014-12-13）.
5. ↑  . CBS News.   [2012-06-16]. （原始内容存档于2013-10-13）.
6. ↑  Clara Moskowit. . Space.com. 2012-06-15  [2012-06-16]. （原始内容存档于2017-09-21）.
7. ↑  Ken Kremer. . Universe Today. 2013-06-16  [2022-06-09]. （原始内容存档于2019-01-27）.
8. ↑  Andy Wong. . Huffington Post. 2013-06-11  [2022-06-09]. （原始内容存档于2016-03-08）.
9. ↑  . 新京报. 2018-04-24  [2023-09-22]. （原始内容存档于2023-10-03）.
10. ↑  . 新华网. 2020-10-01  [2023-06-12]. （原始内容存档于2021-12-05）.
11. ↑  Lei, Zhao. . China Daily. 2020-10-01  [2020-10-09]. （原始内容存档于2023-04-01）.
12. ↑  . 澎拜新聞. 2021-10-18  [2024-11-15]. （原始内容存档于2025-01-24）.
13. ↑  . 文匯報. 2021-11-08  [2024-11-15]. （原始内容存档于2025-01-24）.
14. ↑  Srinivas Laxman. . Asian Scientist. 2012-06-16  [2022-06-09]. （原始内容存档于2014-08-15）.
15. ↑  Jason Davis. . Planetary Society. 2012-06-16  [2022-06-09]. （原始内容存档于2020-05-24）.
16. ↑  Jonathan Amos. . BBC News. 2012-06-18  [2022-06-09]. （原始内容存档于2019-12-30）.
17. 1 2  . South China Morning Post.   [2021-10-15]. （原始内容存档于2022-05-14）.